# Neaira (Geliebte des Helios)
Neaira (altgriechisch Νέαιρα Néaira, deutsch ‚die Junge, die Frische‘, von νέος néos, deutsch ‚neu‘) ist in der griechischen Mythologie eine Nymphe und Geliebte des Helios, mit dem sie als Kinder die Nymphen Lampetia und Phaëtusa hat.
Ihre Kinder schickte sie nach Thrinakia, um die 350 Schafe und Rinder des Helios zu hüten und zu weiden. Vermutlich war sie eine Tochter des Okeanos.
Einer anderen Tradition folgend war allerdings Rhode die Mutter der beiden Nymphen Lampetie und Phaëtusa.